# 今日かの子
今日かの子（きょう・かのこ、1962年2月14日 - ）は、日本の元女優、元モデル。
ポスターやパンフレットのモデルから大林宣彦監督の映画『四月の魚』（1984年制作 / 1986年公開、主演：高橋幸宏、原作：ジェームス三木）のヒロインに抜擢された。映画公開前年に制作に携わったアミューズがテレビ番組『冗談ストリート』に出演。以後、表立った活動履歴は不明である。

## 出演作品

### 映画
- 四月の魚（1986年、ジョイパックフィルム） - 万理村マリ 役

### テレビドラマ
- 冗談ストリート（1985年、TBS）

## 評価
『四月の魚』を公開時に観た白羽弥仁監督（代表作『シーズレイン』など）は、DVD化された当該映画を久しぶりに観て、今日かの子のことを「キュートで当時モテそうな女性の典型だが、女優たらんという気概は感じられない」と評価した
。